# Angelika Kallio
Angelika Kallio (Lettonia, 15 settembre 1972) è una supermodella finlandese.

## Carriera
Vanta pubblicità per Annabella, Versace, Dolce & Gabbana e Karl Lagerfeld e le copertine per l'edizione francese di Madame Figaro del 27 giugno 1992 e per l'edizione tedesca di Vogue del gennaio 1993, di marzo e agosto 1992 di L'Officiel, Amica, Elle e Marie Claire.
Ha sfilato anche per Gianni Versace, Christian Dior, Valentino, Lolita Lempicka, Alberta Ferretti, Genny, Balmain, Loewe, Todd Oldham, Luciano Soprani e Dolce & Gabbana, oltre che per Victoria's Secret nel 1995.

## Agenzie
- Paparazzi Model Management- Helsinki